# Mordellistena aequalis
Mordellistena aequalis är en skalbaggsart som beskrevs av Smith 1882. Mordellistena aequalis ingår i släktet Mordellistena och familjen tornbaggar. Inga underarter finns listade i Catalogue of Life.